# Цвет из иных миров (фильм)
«Цвет из иных миров» (англ. Color Out of Space) — американский научно-фантастический фильм ужасов, снятый в 2019 году режиссёром и соавтором сценария Ричардом Стэнли по мотивам рассказа Говарда Лавкрафта «Цвет из иных миров». Это первый полнометражный фильм Стэнли, снятый после его увольнения со съёмок фильма «Остров доктора Моро» (1996). По словам Стэнли, это первый фильм в трилогии адаптаций Лавкрафта, который он надеется дополнить адаптацией рассказа «Ужас Данвича».

## Сюжет
После излечения своей жены Терезы от рака посредством мастэктомии, Нэйтан Гарднер перевозит семью на отдалённую ферму в Новой Англии, где решает заняться огородничеством и разведением южноамериканских альпак ради молока. Их дочь-подросток Лавиния увлекается оккультизмом и практикует ритуалы викки из «Некрономикона», думая, что таким образом поможет матери быстрее поправиться. Ферму посещает гидролог Уорд из Мискатоникского университета, занятый изучением грунтовых вод в рамках планирования постройки гидроэлектростанции в этих краях.
Семейство страдает от переезда: занимавшаяся финансовым консультированием Тереза потеряла большую часть клиентов из-за плохого качества интернета в провинциальной глуши; Нэйтану приходится терпеть вынужденное воздержание и несерьёзное отношение родных к его новой деятельности; старший сын Бенни тусуется с местным отшельником Эзрой и начинает курить марихуану; младший сын Джек страдает аутизмом и общается только с собакой Сэмом.
Однажды ночью Нэйтан убеждает свою жену, что несмотря на увечья она всё так же прекрасна для него, после чего они начинают заниматься сексом. Внезапно на передний двор их участка падает блестящий метеорит, странный цвет от которого искажает окружающую реальность и издаёт отвратительный запах. На следующее утро космический объект уже не светится, что замечают Нэйтан вместе с прибывшими на место происшествия мэром и шерифом соседнего города Аркхэм. Позже отец и дочь становятся свидетелями попадания нескольких молний в метеорит, который после этого рассыпается в пепел. Уорд замечает, что грунтовые воды приобрели маслянистый оттенок, из-за чего решает их изучить. Когда тест-полоски начинают ярко светиться, он рекомендует Гарднерам не пить местную воду. Из-за нежелания приостанавливать строительство плотины мэр решает ничего не предпринимать.
Находящийся в нескольких метрах от места падения метеорита колодец привлекает внимание Джека: вокруг строения начинает расти ярко окрашенная растительность, появляются мутировавшие насекомые, самому ребёнку слышится доносящийся оттуда человеческий голос. Уорд посещает Эзру, который включает для гостя магнитофонную запись, на которой, по его словам, записаны «передвижения находящихся под землёй людей». На ферму приезжает съёмочная группа с целью записать интервью с Нэйтаном о метеорите, но он исчезает в неизвестном направлении, а по возвращении выглядит пьяным.
Во время готовки обеда Тереза по случайности отрезает себе кончики двух пальцев, уехавший с ней в больницу супруг оставляет за старшего в доме Бенни. Но всё идёт не по плану: альпаки становятся неуправляемыми, Сэм убегает из дома, а Джек испытывает нервное напряжение, заметив что-то в колодце. Возвратившийся Нэйтан конфликтует с Бенни и Лавинией, демонстрируя невиданный прежде уровень ярости. Он пытается принять душ, но замечает в сточном отверстии странное кальмароподобное существо. На следующий день он собирает помидоры, которые оказываются деформированными и несъедобными, после чего из-за очередной проблемы с интернет-соединением он вступает в конфликт с женой.
Следующей ночью Тереза слышит крики Джека и Бенни в сарае, и отправляется туда сама. С альпаками случилось что-то ужасное, и они втроём решают сбежать из сарая, но несколько вспышек цветной молнии попадают в Терезу и Джека и сплавляют их тела в лишённое разума существо. На ферме отключается электричество, автомобиль не заводится, а Нэйтан с оставшимися родными переносят существо на чердак. Разъярённый отец семейства берёт дробовик и отправляется в сарай, где он находит и убивает сросшуюся из многих альпак аналогичную тварь. Возвратившись на чердак, он уводит детей из комнаты, приготовившись застрелить мутировавших жену и сына, но не находит сил сделать это.
Лавиния и Бенни решают сбежать с фермы на лошади, однако она вырывается и убегает, а Бенни, услышав голос Сэма из колодца, решает спасти животное. Из воды вырывается Цвет и убивает парня, попутно сводя Лавинию с ума. Также лишившийся здравомыслия Нэйтан запирает дочь с монстром на чердаке. Прибывший на ферму Уорд вместе с шерифом врываются на чердак, и Нэйтан наконец убивает существо, которое больше не считает частью семьи. Когда люди выходят из дома, Цвет вырывается из колодца и сводит Нэйтана с ума. Он пытается застрелить инопланетное создание, но в неразберихе шериф стреляет в отца семейства. Лавиния заявляет, что Цвет не допустит ухода отсюда кого-либо из людей.
Несмотря на это, Уорд и шериф планируют покинуть ферму и отправляются на поиски Эзры, но находят лишь его иссушенный труп и включенную магнитофонную запись. Согласно ей, Цвет пытается переформировать биосферу Земли в «нечто, что ему знакомо». Тело взрывается и из него во все стороны разлетается Цвет. Уорд и Пирс пытаются сбежать, но шерифа хватает и убивает дерево, мутировавшее под влиянием Цвета.
Уорд возвращается на ферму и пытается спасти Лавинию, но в это время Цвет вырывается из колодца и создаёт воронку, устремляющуюся к небу. Лавиния дотрагивается до Уорда и Цвет через неё делится своими познаниями: он прибыл из далёкого уголка космоса, населённого похожими друг на друга пришельцами со щупальцами. Так как Цвет повреждён, то и она сама распадается в прах. На фоне сдвигов во времени и пространстве, вызванных Цветом, Уорд решает спрятаться в доме, где на него нападает призрак Нэйтана, от которого Уорду удаётся спрятаться в винном погребе. Цвет исчезает в небе, оставив окружающую местность бесцветной и покрытой пеплом.
В эпилоге, спустя несколько лет, постаревший Уорд стоит на вершине построенной дамбы и говорит о неизведанных мирах, и
что после пережитого никогда не будет пить местную воду. Также он опасается, что подобные Цвету существа снова могут попасть на Землю. В последних кадрах мимо пролетает мутировавшее насекомое…

## В ролях
| Актёр            | Роль            |
| ---------------- | --------------- |
| Николас Кейдж    | Нэйтан Гарднер  |
| Джоэли Ричардсон | Тереза Гарднер  |
| Мадлен Артур     | Лавиния Гарднер |
| Брендан Мейер    | Бенни Гарднер   |
| Джулиан Хиллиард | Джек Гарднер    |
| Эллиот Найт      | Уорд Филлипс    |
| К’Орианка Килчер | Мэр             |
| Томми Чонг       | Эзра            |
| Джош С. Уоллер   | Шериф Пирс      |

## Производство
Ричард Стэнли с детства был поклонником творчества Говарда Лавкрафта, по его словам, он к восьми годам прочёл все его произведения. Сценарий был написан им совместно со Скарлет Амарис, так как он хотел, чтобы фильм имел женский голос[прояснить]. Проект заинтересовал продюсерскую компанию Элайджи Вуда SpectreVision и актёра Николаса Кейджа, также любившего Лавкрафта и чуть не снявшегося в фильме Стэнли «Песчаный дьявол».
Съёмки фильм проходили в Португалии, в феврале 2019 года. Для реализации внеземного характера Цвета режиссёр экспериментировал с горячим воздухом, водой и температурой, также использовался инфразвук и ультразвук (чьё присутствие особенно ощущается в последней трети фильма), для изображения пространственных изменений в доме применялся VFX.

## Релиз
Премьера фильма «Цвет из иных миров» состоялась в Канаде 7 сентября 2019 года в рамках программы «Полночное безумие» на Международном кинофестивале в Торонто. В США фильм вышел в ограниченном прокате 24 января 2020 года. 6 сентября 2019 года было объявлено, что RLJE Films приобрела права в США в рамках семизначной сделки с низкой и средней стоимостью[прояснить]. «Цвет из иных миров» финансировался компанией Ace Pictures, а XYZ Films занималась международными продажами фильма.
После избранных предварительных показов 22 января фильм был выпущен в 81 кинотеатре в Соединённых Штатах 24 января 2020 года. С предварительными показами и кассовыми сборами в первые выходные фильм собрал 358 154 доллара за четыре дня.
В России фильм вышел 13 февраля 2020 года, в Великобритании — 28 февраля.

## Критика
На сайте-агрегаторе рецензий Rotten Tomatoes рейтинг одобрения фильма составляет 86 % (на основе 210 обзоров), средняя оценка картины составляла 6,8 балла из 10 возможных. На сайте Metacritic средневзвешенная оценка фильма составляла 70 % (26 обзоров).
Обозреватель The Guardian Кэт Кларк поставила 3 звезды из 5, не исключив, что фильм может получить статус классики жанра.
Говард Горман из NME похвалил долгожданное возвращение Стэнли, подчеркнув, что «это одна из лучших адаптаций Лавкрафта на сегодняшний день», а также отметив Кейджа за то, что его игра была «наиболее выдающейся за последнее десятилетие».
Дебора Янг из The Hollywood Reporter также похвалила фильм, написав: «Дополняя основные моменты сюжета хорошо продуманными звуковыми эффектами и впечатляющими ночными сценами, фильм Стэнли действительно умудряется быть пугающим».